# Division de Central River
La division de Central River est l'une des cinq subdivisions de la Gambie. Son chef-lieu est la ville de Janjanbureh.

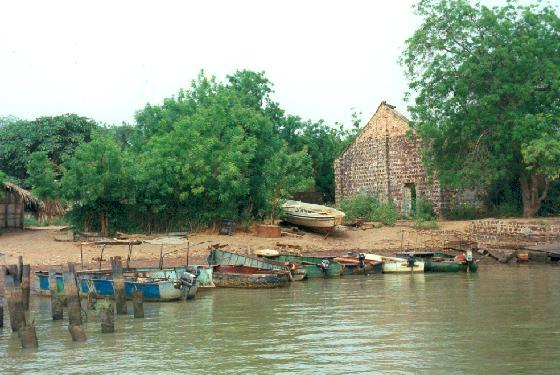
Georgetown, maison des esclaves

Elle est divisée en 10 districts : 
- Fulladu West
- Janjanbureh
- Lower Saloum
- Niamina Dankunku
- Niamina East
- Niamina West
- Niani
- Nianija
- Sami
- Upper Saloum

## Source de la traduction
- (de) Cet article est partiellement ou en totalité issu de l’article de Wikipédia en allemand intitulé « Central River Region » (voir la liste des auteurs).